# Remijia aracamuniensis
Remijia aracamuniensis là một loài thực vật có hoa trong họ Thiến thảo. Loài này được (Steyerm.) C.M.Taylor mô tả khoa học đầu tiên năm 2004.